# Femhundra (spel om stick)
Ej att förväxla med rummyspelet med samma namn, se Femhundra.
Femhundra är ett kortspel som konstruerades omkring år 1900 som en utbyggnad av spelet euchre med tillägg hämtade från whist-spelen. Under något årtionde var femhundra jämte traditionell whist USA:s socialt mest ansedda spel innan det utkonkurrerades av bridge. I Australien och på Nya Zeeland lever femhundra kvar och har blivit något av ett nationalkortspel. 
Spelet är i första hand avsett för tre deltagare. En lek med 33 kort används, bestående av en vanlig fransk-engelsk kortlek med tvåor t.o.m. sexor borttagna och med en joker tillagd. Jokern räknas alltid som högsta kort. 
Efter det att korten delats ut sker en budgivning, där spelarna ska ange hur många stick man tror sig kunna ta om man får bestämma trumffärg, alternativt spela utan trumf. Den som avgett det högsta budet enligt budtabellen blir spelförare. Om spelföraren tar hem minst antalet bjudna stick belönas detta med poäng som svarar mot budets värde; i motsatt fall dras budets värde från spelförarens totalpoäng. Den spelare som först uppnår 500 poäng har vunnit partiet. 

## Varianter
Femhundra kan med anpassade regler och med anpassat antal kort spelas även av 2, 4, 5 eller 6 spelare. 